# Alkonost (zespół muzyczny)
Alkonost – rosyjski zespół muzyczny utworzony w 1995 roku, wykonujący muzykę określaną mianem pagan metalu z elementami folk metalu. Nazwę zaczerpnięto od rajskiego ptaka z rosyjskiego folkloru, stworzenia o ciele ptaka z głową kobiety, dla Rosyjskiej Cerkwi Prawosławnej uosabiającego wolę bożą.

## Muzycy
Obecny skład zespołu
- Andriej „Elk” Łosiew – gitara
- Ksienija Pobużanska – wokal
- Szagitov Rustem – gitara basowa

Byli członkowie zespołu
- Aleksiej „Alex Nightbird” Sołowjew – wokal, gitara basowa
- Siergiej „Coocker” Miedwiediew – gitara
- Anton Czepigin – bęben
- Alena Pielewina – wokal
- Almira Fatchułlina – instrumenty klawiszowe
- Anastasija Riabowa – perkusja
- Dmitrij Sokołow – gitara
- Maks „Pain” Sztankie – wokal, gitara basowa

## Dyskografia
- Shadows Of Timeless (1997)
- Shadows Of Glory Demo (1997)
- Spirit Tending To Revolt Demo (2000)
- Songs Of The Eternal Oak (2000)
- Unknown Lands Demo (2001)
- Memoris (2001)
- Alkonost (2002)
- Rodnaja Zemlja EP (2004)
- Between the Worlds (2004)
- Mezhmirie (2006)
- The Path We've Never Made (2006)
- Between the Worlds (2006)
- Pesni Vechnogo Dreva (2007)
- Live in Moscow split DVD/video (2008
- In Front of The Arkona Walls DVD, 2008[1]
- Oktagramma (2018)